# Jin Ping Mei

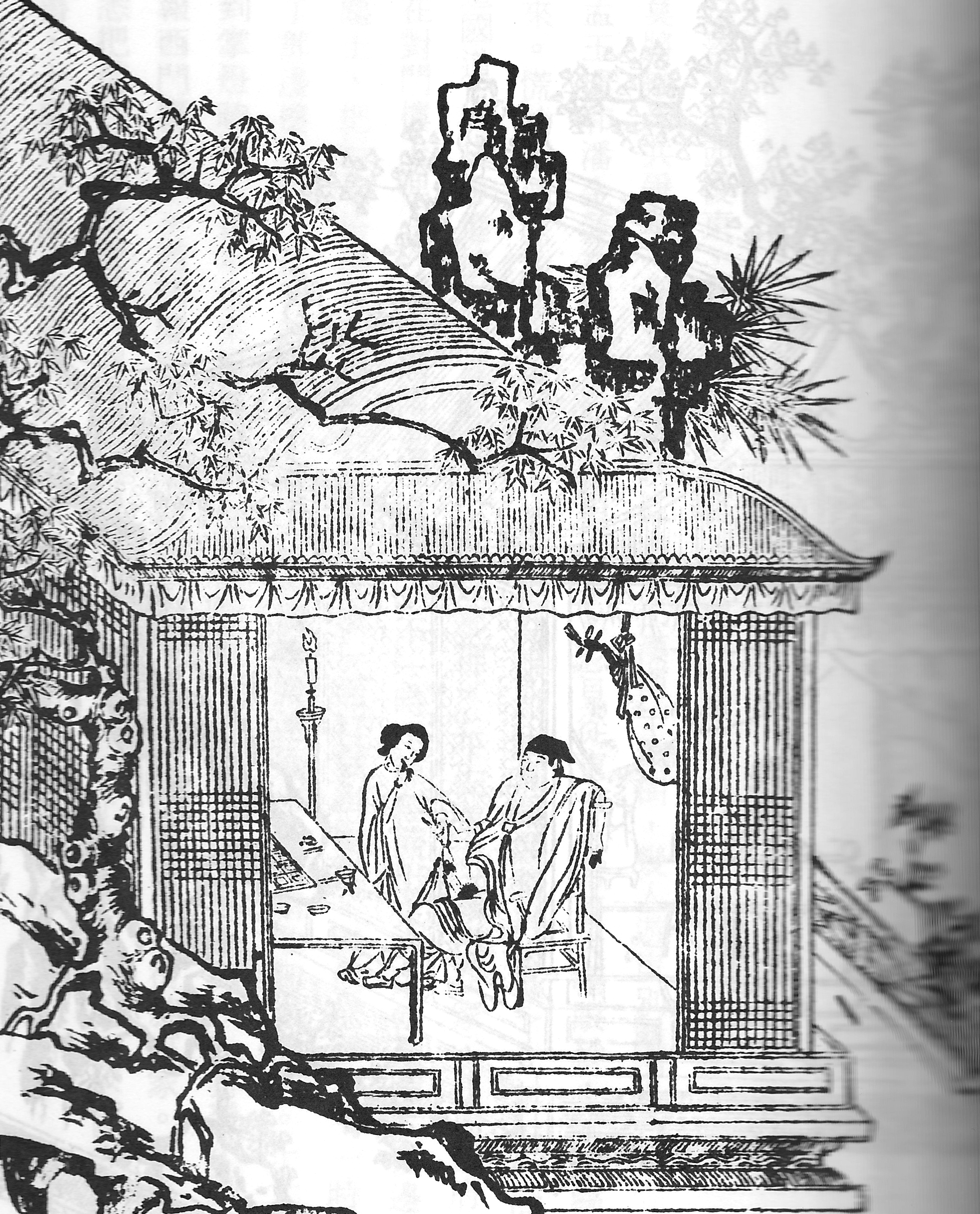
Szene aus dem Jīn Píng Méi

Jin Ping Mei (chinesisch 金瓶梅, Pinyin Jīnpíngméi, veraltet nach Ad-hoc-Umschrift Kin Ping Meh oder Djin Ping Meh) ist ein in der Spätzeit der Ming-Dynastie (16. Jahrhundert) entstandener chinesischer Sittenroman, berühmt für seine erotischen bzw. pornographischen Passagen. Die Autorschaft ist umstritten; zuweilen wird sie Lanling Xiaoxiao Sheng (蘭陵笑笑生 / 兰陵笑笑生,  Lánlíng Xiàoxiào Shēng – „der lachende Student von Lanling“, ein Pseudonym) zugeschrieben.

## Titel

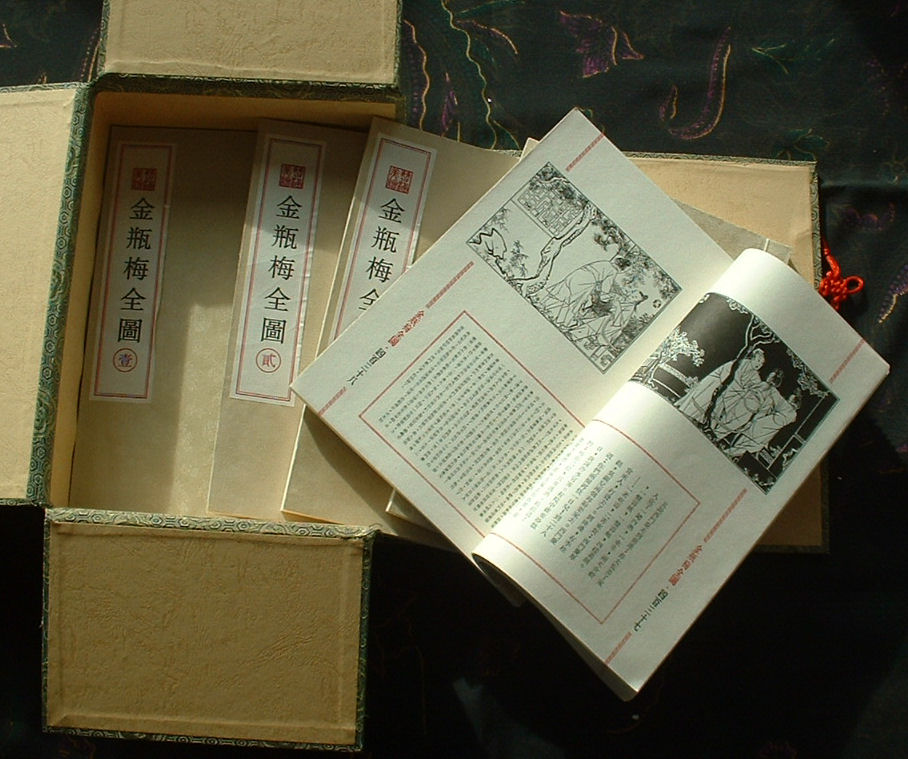
Eine Ausgabe des Jīn Píng Méi

Der Titel des Buches spielt auf die Namen von drei weiblichen Hauptpersonen an:
- Pān Jīnlián (潘金蓮 / 潘金莲 – „Goldener Lotos“),
- Lǐ Píng’er (李瓶兒 / 李瓶儿 – „Kleine Vase“) und
- Páng Chūnméi (龐春梅 / 庞春梅 – „Frühlingspflaumenblüte“);

aber auch auf den Charakter der Hauptperson Ximen Qing. Da Jin ‚Gold‘, Ping neben ‚Vase‘ auch ‚Flasche‘ und Mei ‚Pflaume‘ (oder Aprikose) bedeutet, wobei Gold eine Metapher für Geld, Flasche eine Metapher für Wein und Pflaume eine chinesische Metapher für Sex ist. Der Charakter von Ximen Qing ist also von der Gier nach Geld, Wein und Sex geprägt.
Nach der Person Pan Jinlian wird der Titel auch oft einfach nur mit „Goldlotus“ übersetzt.

## Entstehung, Aufbau und Grafiken
Der Autor des Buches ist unbekannt und zu seiner Identität bzw. dem Pseudonym Lanling Xiaoxiao Sheng bestehen verschiedene Erklärungsversuche; neuere Forschungen weisen es beispielsweise Bái Yuè (白悦) zu. Die älteste bekannte Fassung beginnt mit den Passagen rund um den Bruder von Goldlotus’ erstem Mann sowie ihrem Kennenlernen mit Ximen. Der damalige Anfang des Jin Ping Mei weist in dieser Hinsicht Ähnlichkeiten mit den Räubern vom Liangshan-Moor auf. In späteren Versionen sind noch andere Handlungsstränge vorangestellt. Die älteste komplette Fassung des Romans entstand um 1617. Das Buch besteht aus 100 Kapiteln, deren Überschriften aus je zwei parallelen Verszeilen bestehen und den Inhalt kurz umreißen. Jeder Abschnitt beginnt und endet im Original mit einem kurzen Gedicht.
Das Werk ist eng mit einer Reihe von Holzschnittgrafiken verknüpft, die verschiedene Szenen darstellen. Erstmals erschienen diese in der Zeit zwischen 1628 und 1644. Sie lassen sich mindestens fünf verschiedenen Meistern zuordnen, darunter Huang Jianzhong (黃建中 / 黄建中), einem Mitarbeiter von Chen Hongshou. Die Abbildungen spiegeln in ihren Details, u. a. der Kleidung, die Ming- (1368–1644) und nicht die Song-Dynastie (960–1279) wider, in der die Handlung angesiedelt ist. Diese Rückdatierung kann als Kunstgriff verstanden werden, mit dem die damalige Zensur umgangen werden sollte.

## Handlung und Interpretation
Der Roman beschreibt das Leben und den Haushalt des reichen Apothekers und Seidenhändlers Xīmén Qìng (西門慶 / 西门庆) in der Provinz Shandong. Neben seiner Hauptgemahlin Mondfrau verfügt er über fünf weitere offizielle Gattinnen, von denen die intrigante und grausame Goldlotos sowie Frau Ping, die Ehefrau seines von ihm zugrundegerichteten Nachbarn, die wichtigsten sind. Dazu kommen zahlreiche Affären etwa mit seinen Zofen, mit Prostituierten oder fremden Ehefrauen. Haupthandlungsstränge sind die vielfältigen erotischen Abenteuer des Protagonisten und die hieraus resultierenden Konflikte zwischen den betroffenen Frauen. Geschildert werden 102 Sexszenen, davon 47 in einiger Ausführlichkeit. Wiederholt geschildert wird überdies, wie Ximen Widersacher (insbesondere Nebenbuhler und die rechtmäßigen Ehegatten von ihm begehrter Frauen) durch Gewalt, Drohung oder Denunziation aus dem Weg räumt und sich hierbei regelmäßig durch Bestechung das Wohlwollen von Amtsträgern erkauft. Die mitunter auftretenden buddhistischen und taoistischen Geistlichen versorgen die Protagonisten hauptsächlich etwa mit Potenzpillen, magischen Ritualen zur Herbeiführung der Empfängnis oder Geisterbeschwörungen.
Ximen stirbt letztlich, nachdem ihm Goldlotos eine Überdosis eines Potenzmittels verabreicht. Der Haushalt zerfällt daraufhin, die weiteren Wege der Protagonisten kreuzen sich aber noch mehrfach. Sowohl Goldlotos als auch Ximens Schwiegersohn werden ermordet. Sun Hsüe O, eine weitere Frau des Apothekers, endet als Prostituierte und nimmt sich ebenso wie Ximens Tochter das Leben. Mong Yü Loh, ebenfalls eine Nebenfrau Ximens, heiratet einen jungen Würdenträger aus guter Familie. Das Paar gerät aber bei ihrem Schwiegervater in Ungnade und muss in ein fernes Anwesen ziehen. Der ehemaligen Zofe Tschun Meh gelingt durch eine Hochzeit zwar der gesellschaftliche Aufstieg, sie stirbt aber mit nur 29 Jahren an den Folgen ihres exzessiven Lebensstils. In den letzten Kapiteln werden außerdem Kriegszüge der Goldenen Horde erwähnt, bei deren Abwehr auch Tschun Mehs Ehemann zu Tode kommt. Mondfrau ist gezwungen, ihren Sohn, der fast zeitgleich mit Ximens Tod geboren wurde, einem alten Einsiedler zu überlassen. Dieser lässt gegen Ende des Romans dank seiner magischen Kräfte die Geister der durch Gewalt oder Suizid verstorbenen Charaktere kurz wieder erscheinen, damit sie verkünden können, in welcher Form sie wiedergeboren werden. Am Ende zieht der Erzähler ein Résumé, in dem er darauf hinweist, dass einzig Mondfrau und Mong Yü Loh dank ihres vorbildlichen Lebenswandels ein hohes Alter in sozialer Absicherung erreichten. Die gesamte Handlung umfasst den Zeitraum vom Jahr 1111 bis 1127.
Da dem Lotterleben der Verfall des Hauses unausweichlich folgt, kann das Buch als Sittenroman mit moralischem Auftrag betrachtet werden. Einigen Quellen zufolge soll der Verfasser einen Zeitgenossen zum Vorbild seines Antihelden genommen haben, um persönliche Rache zu üben. Die erste Ausgabe des Buches soll mit vergifteten Seiten sogar den Tod des Betroffenen zur Folge gehabt haben. Wahrscheinlicher ist jedoch, dass der Autor den Haushalt von Ximen als Abbild des Kaiserreichs und seines moralischen Verfalls konstruierte.
Die Besonderheit des Romans ist die exakte, ungeschminkte Beschreibung des Lebens in der Ming-Zeit. Die Verhältnisse in bitterarmen Familien werden mit der gleichen Akkuratesse wie das Leben im reichen Haushalt Ximens und sogar des Kaiserhofs geschildert. Genauso werden alle Sprachebenen wiedergegeben; der Bogen spannt sich von extrem ordinärer und vulgärer Ausdrucksweise bis hin zur formellen Sprache bei offiziellen Anlässen. Letzten Endes schildert der Autor mit großer Akribie das tägliche Leben, die Gewänder, das Essen, die Sexualpraktiken, die Begräbnissitten und vieles mehr, ohne etwas zu beschönigen oder gar auszulassen. Bis heute ist Jing Ping Mei die wichtigste sozialkulturelle Quelle für die späte Ming-Zeit.
Da übernatürliche Elemente im Gegensatz zur früheren chinesischen Literatur nur eine geringe Bedeutung spielen und der Alltag der Protagonisten im Vordergrund steht, stellt das Werk eine Abkehr vom Chuanqi-Prinzip dar. Selbiges beschreibt eine Durchdringung von literarischen Werken mit phantastischen Komponenten.

## Bedeutung
Das Buch wird zusammen mit Die Reise nach Westen, Die Räuber vom Liang-Schan-Moor und Die Geschichte der Drei Reiche zu den Vier großen Meisterwerken (四大奇書 / 四大奇书,  sì dà qíshū) der chinesischen Literatur gezählt. In dem im 18. Jahrhundert entstandenen Kanon der Vier klassischen Romane (四大名著,  sì dà míngzhù) hat es diesen Platz allerdings an den Traum der Roten Kammer verloren.
Wegen der expliziten sexuellen Beschreibungen wird der Roman in der Volksrepublik China von manchen als pornographisch angesehen.

## Übersetzungen
Als früheste Übersetzung überhaupt ist die vermutlich von Angehörigen des Kaiserhofs geförderte, hervorragende Manju-Fassung des Jahres 1708 hervorzuheben.
Die erste und nahezu vollständige deutsche Übersetzung stammt von Hans Conon von der Gabelentz und seinen Söhnen in den Jahren 1862 bis 1869. Es handelt sich überhaupt um die erste Übersetzung des Romans in eine westliche Sprache. Gabelentz benutzte als Vorlage die manjurische Fassung aus dem Jahr 1708, da für die frühen Sinologen die Manju-Übersetzungen aus dem Chinesischen eine wesentliche, weil erheblich einfacher zu lernende Brückensprache zum schwierigeren Chinesischen war. Die Übersetzung erschien nur in kurzen Auszügen und galt lange Zeit als verschollen, bis Martin Gimm sie 1998 im Thüringischen Staatsarchiv auf Schloss Altenburg wiederentdeckte.
Eine wortgetreue und vollständige Übersetzung mit dem Titel Djin Ping Meh, Schlehenblüten in goldener Vase stammt von den Brüdern Otto (1880–1956, Rechtsanwalt) und Artur Kibat (1878–1961); sie besteht aus fünf Bänden und umfasst insgesamt über 3.000 Seiten. Diese Übersetzung stammt aus den 1920er Jahren. Nachdem die ersten beiden 1928 bzw. 1932 erschienenen Bände im Jahr 1933 verboten wurden, konnte sie vollständig erst 1967 bis 1983 zusammen mit einem Kommentarband erscheinen.
Eine stark kürzende und recht freie, vor allem in erotischen Szenen zurückhaltende deutsche Übersetzung aus dem Chinesischen stammt von Franz Kuhn und erschien 1930 unter dem Titel Kin Ping Meh oder Die abenteuerliche Geschichte von Hsi Men und seinen sechs Frauen.
Der Sinologe André Lévy wendete für seine Übersetzung von Jin Ping Mei ins Französische sieben Jahre auf.

## Übersetzungsausgaben
- Gin Ping Mei bithe. Mandschurische Übersetzung in einem Druck von 1708. Digitalisat des Documentation and Information Center for Chinese Studies, Kyoto University.
- Djin Ping Meh. Unter weitgehender Mitwirkung von Artur Kibat. Aus dem ungekürzten chinesischen Urtext übersetzt und mit Erläuterungen versehen von Otto Kibat. 2 Bände, Engelhard-Reyher, Gotha 1928–1932. (Band 1: Kapitel 1–10, Band 2: Kapitel 11–23; zu Band 1 und 2 erschienen jeweils ein wenige Seiten umfassender privater Sonderdruck mit erotischen Stellen und dem Aufdruck „Nicht zur freien Verbreitung!“)
- Kin Ping Meh oder Die abenteuerliche Geschichte von Hsi Men und seinen sechs Frauen. Aus dem Chinesischen übersetzt und mit einem Nachwort von Franz Kuhn. Insel, Leipzig 1931; Insel, Wiesbaden 1950. (zahlreiche Neuauflagen, darunter: Deutsche Buch-Gemeinschaft, Berlin/Darmstadt/Wien 1965)
- Djin Ping Meh – Schlehenblüten in goldener Vase. Ein Sittenroman aus der Ming-Zeit. Zum 1. Male vollständig aus dem Chinesischen ins Deutsche übertragen von Otto und Artur Kibat. Hrsg. u. eingel. von Herbert Franke. Mit 200 Holzschnitten e. Ausg. von 1755. 5 Bände und Kommentarband. Verlag Die Waage, Hamburg 1967–1983. Neuauflagen: Ullstein Verlag, Berlin 1987, ISBN 3-549-06673-2; Diogenes, Zürich 1989.
- Hans Conon von der Gabelentz (1807–1874): Jin ping mei. Chinesischer Roman, erstmals vollständig ins Deutsche übersetzt. Herausgegeben und bearbeitet von Martin Gimm, Heft I–X (Staatsbibliothek zu Berlin, Neuerwerbungen der Ostasienabteilung, Sonderhefte), Berlin 2005–2013 (vorläufige Ausgabe in 10 Teilen DNB 97995021X), Teil 10: ISBN 978-3-88053-190-1.

## Verfilmung
Das Werk wurde 1968 von dem japanischen Regisseur Kōji Wakamatsu verfilmt. Im deutschen Sprachraum kam der Streifen am 27. Juni 1969 unter dem Titel Kin Ping Meh – Chinesischer Liebesreigen in die Kinos. In Hongkong erschien 2008 eine weitere Verfilmung von Qian Wenqi namens Jīnpíngméi mit dem englischen Beititel The Forbidden Legend Sex & Chopsticks.